# ريفودوتري
ريفودوتري (سابينو: ريوتري) هي كومونا (بلدية) في مقاطعة رييتي في منطقة لاتسيو الإيطالية، وتقع على بعد حوالي 70 كيلومتر (43 ميل) شمال شرق روما وحوالي 13 كيلومتر (8 ميل) شمال رييتي.
تقع ريفودوتري على حدود البلديات التالية: كول سول فيلينو وليونيسيا ومورو ريتينو وبوجيو بوستون وبولينو ورييتي.

## الآثار والأماكن ذات الأهمية

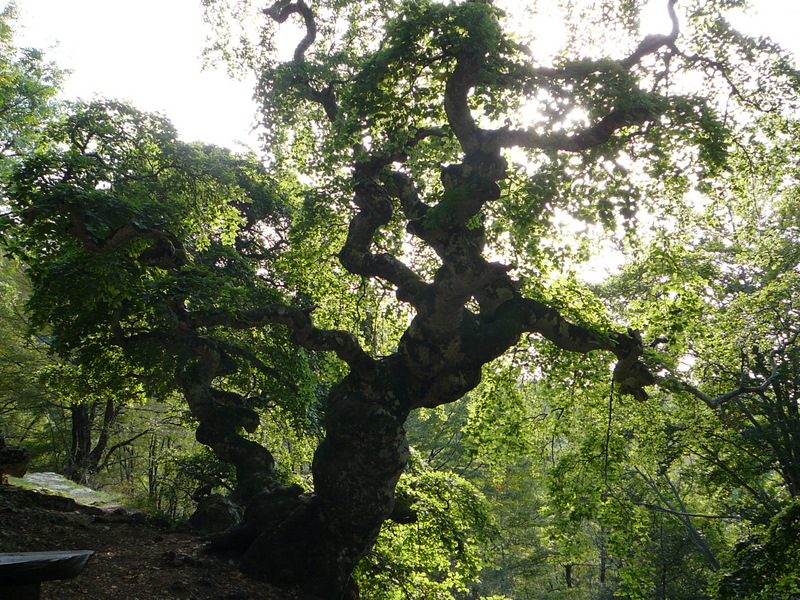
شجرة زان القديس فرنسيس في ريفودوتري

تحتفظ ريفودوتري في معظمها بمظهرها القديم الذي يتكون من مباني من القرن الخامس عشر والسادس عشر.
كنيسة مادونا ديلا فالي
كنيسة مادونا ديلا فالي هي كنيسة رومانية كاثوليكية تقع على منحدر تل فوق المدينة.
كنيسة سان ميشيل أركانجيلو
في كنيسة أبرشية سان ميشيل أركانجيلو، شفيع المدينة، توجد لوحة قماشية قيّمة من القرن الثامن عشر تصور «يسوع المصلوب مع القديس يوحنا ومريم الأحزان والمجدلية».
كنيسة سيدة الوادي
الكنيسة الأخرى المحبوبة للغاية، وجهة الحج، هي كنيسة سيدة الوادي، التي أقيمت في المكان الذي ظهرت فيه العذراء، في عام 1652، لأليسيو دامياني. ثم جرت محاولة لنقل صورة السيدة العذراء إلى كنيسة القرية والتي تم العثور عليها بأعجوبة في الكنيسة الأصلية (حدثت الحادثة عدة مرات). ولدت الفكرة حينئذٍ لنقل كل الصخرة التي ظهرت عليها السيدة العذراء، جنبًا إلى جنب مع الصورة، والبناء عليها الحرم الحالي للقرن الثامن عشر.
باب الخيمياء
البوابة الخيميائية، الواقعة في (Via Umberto I) فيا أمبورتو الأول، هي عبارة عن قوس ضخم من القرن السادس عشر مزين بنقوش بارزة مقصورة على فئة معينة، ومع ذلك، تختلف رمزية عن تلك الخاصة بالبوابة الخيميائية المعروفة في روما. يتيح القوس اليوم الوصول إلى حديقة صغيرة،  ولكن في الماضي كان المدخل الرئيسي لقصر كاميسيوتي (Palazzo Camiciotti) الذي لم يعد موجودًا اليوم. دراسة حديثة، أجراها فرانكو ليلي، وضعت القطعة الأثرية في النصف الثاني من القرن الثامن عشر وتريد أن تزين مدخل منزل زوجين شابين. تشير الرمزية إلى الموضوعات اليونانية واللاتينية والمسيحية والوثنية والخيميائية، ولكن فقط الأخيرة، إلى الحد الذي تمليه الفترة التاريخية لتحقيقها. تكمن الدعوة «الخيميائية» في قوة الحب، القادرة على التحول بطريقة سحرية، باطنيًا، للأشخاص الذين يحبون بعضهم البعض. يمكن إرجاع الوجهين الموجودين فوق القوس إلى ديونيسوس وأريانا، وهو تعبير عن رباط المسيح والكنيسة، والذي يؤكده الإشارة الأساسية "UNA (DEAR؟)" بمعنى جسد واحد، كما يُذكّر برسالة القديس بولس الرسول إلى أهل أفسس، موجهة إلى واجبات الزوجة والزوج.

### المناطق الطبيعية
ينبوع سانتا سوزانا
يوجد داخل المنطقة البلدية (بالقرب من قرية بيديكول) نبع سانتا سوزانا، بمعدل تدفق استثنائي يبلغ 5000 لتر في الثانية مما يجعله أحد أكبر الينابيع في أوروبا. في المنبع، في وقت عيد الميلاد، يتم إنشاء مشهد ميلاد تحت الماء. يوجد في المنبع حديقة نباتية مجهزة بمقاعد وملعب وبركة يسكنها البجع. من هذا المنبع ينشأ نهر سانتا سوزانا (الذي يتدفق بعد تغذية طاحونة قديمة إلى بحيرة ريباسوتيل ) وقناة سانتا سوزانا (التي تتدفق مباشرة إلى نهر فيلينو). مياه هذين الممرات المائية غنية بأسماك المياه العذبة مثل سمك السلمون المرقط، وهو أحد الأطباق المحلية الرئيسية في تذوق الطعام.
محمية بحيرات لونغو وريباسوتيل الطبيعية الجزئية
يتم تضمين جزء من الأراضي البلدية في محمية طبيعية تشكل الينابيع المذكورة أعلاه لسانتا سوزانا جزءًا منها، ولكن أيضًا بحيرة لونغو وبحيرة ريباسوتايل . يوجد داخل المحمية أرض رطبة محاطة بأحواض القصب، والتي توفر مأوى للعديد من أنواع الطيور المهاجرة، وقد حافظت على بيئة مماثلة لتلك التي كانت موجودة قبل استصلاح بيانا ريتينا .
مسار فرنسيس وزان القديس فرنسيس
داخل البلدية، المكان الرئيسي المرتبط بمرور القديس فرنسيس الأسيزي هو شجرة زان مهيبة ذات شكل وحجم غير عاديين، تسمى «زان القديس فرنسيس». تقع الشجرة التي يبلغ عمرها الآن قرونًا في غابة تقع على منحدرات جبل فوسولا (بالقرب من هاملت سيبارو) وهي تعد من بين المعالم الطبيعية في منطقة لاتسيو. يرجع سبب علم وظائفه الخاص إلى طفرة جينية نادرة جدًا، لا توجد حتى الآن إلا في عينتين أخريين في جميع أنحاء الكوكب.
تقول التقاليد أن الشجرة طويت أغصانها واتخذت هذا الشكل لإعداد سرير مريح للقديس فرنسيس، الذي وجد ملجأً هناك أثناء عاصفة رعدية. بجانب الشجرة، هناك صخرة عليها بصمة، وفقًا للأسطورة، كان من الممكن تركها في الوقت الحالي، وقد قام حداد بفاصلة عليا سيئة وطلب منه دفع ثمن تبطين حماره، ونزل القديس من المجموعة وأمر الوحش بإعادة الحديد. يرتبط خشب الزان والأماكن الفرنسيسكانية الأخرى في Piana Reatina بطريق فرانسيس، وهو طريق محاط بالطبيعة ووجهة للسياح والحجاج.